# Svenska serien i ishockey 1939/1940
Svenska serien i ishockey 1939/1940 var den femte säsongen av Svenska serien som högsta serie inom ishockeyn i Sverige. I Stockholm invigdes en konstfrusen isbana på stadion. Det var den första konstfrusna utomhusbanan i Sverige. Hammarby vann serien som förväntat, men stötte på oväntat hårt motstånd från AIK. Nacka och Södertälje IF placerade sig sist och flyttades ner till Klass I.

## Poängtabell
| Nr | Lag           | S  | V  | O | F | GM | IM | MS  | P  |
| -- | ------------- | -- | -- | - | - | -- | -- | --- | -- |
| 1  | Hammarby IF   | 14 | 10 | 3 | 1 | 47 | 13 | +34 | 23 |
| 2  | AIK           | 14 | 9  | 3 | 2 | 50 | 16 | +34 | 21 |
| 3  | IK Göta       | 14 | 7  | 4 | 3 | 27 | 17 | +10 | 18 |
| 4  | Södertälje SK | 14 | 6  | 1 | 7 | 20 | 25 | −5  | 13 |
| 5  | Karlbergs BK  | 14 | 5  | 1 | 8 | 30 | 39 | −9  | 11 |
| 6  | IK Sture      | 14 | 4  | 3 | 7 | 23 | 37 | −14 | 11 |
| 7  | Nacka SK      | 14 | 3  | 2 | 9 | 25 | 49 | −24 | 8  |
| 8  | Södertälje IF | 14 | 2  | 3 | 9 | 12 | 39 | −27 | 7  |